# AxCrypt
AxCrypt est un logiciel qui permet d'utiliser les méthodes de chiffrement fortes avec Microsoft Windows. Intégré à Windows Explorer, il permet de compresser, d'effacer, de chiffrer et d'éditer très simplement. Il s'agit d'un logiciel de chiffrement complet, développé en Suède par Svante Seleborg pour AxCrypt AB. Ses primitives cryptographiques sont AES et SHA-1.

## Fonctionnalités

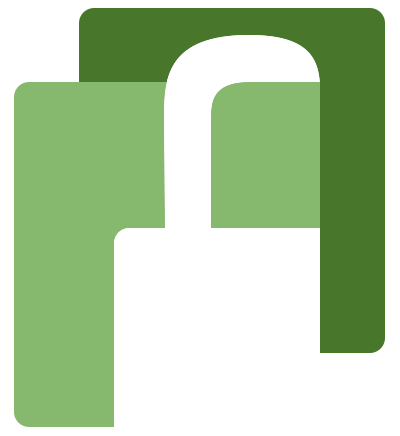
Logo du logiciel AxCrypt (2016)

### Chiffrer / Déchiffrer des fichiers
AxCrypt permet de chiffrer un fichier, en utilisant soit un fichier contenant une clé, soit un mot de passe. Par ailleurs, AxCrypt permet également de sécuriser ses fichiers sur le Cloud tel que DropBox ou Google Drive. AxCrypt utilise un haut niveau de chiffrement de données (AES-128 et AES-256).

#### Mot de passe
Il suffit d'être connecté en insérant son mot de passe pour chiffrer des fichiers ou des dossiers. Celui-ci s'ouvre de nouveau si vous êtes toujours connecté. Lorsque vous êtes déconnecté, un mot de passe s'affiche si vous souhaitez ouvrir le fichier. 

#### Fichier-clé
Le fichier-clé est en fait un document txt sur lequel est écrit un code qui permet d'ouvrir le fichier. On peut aussi utiliser un fichier déjà existant pour chiffrer un fichier ou un dossier. Pour pouvoir l'ouvrir, il suffit de sélectionner ce fichier pour l'ouvrir. 
L'ouverture marche aussi avec une copie du fichier-clé.

## Collaboration
AxCrypt permet à ses utilisateurs de partager des fichiers chiffrés par AxCrypt avec d'autres utilisateurs ayant un AxCrypt ID.

## Gestion de mots de passe
AxCrypt permet à ses utilisateurs de stocker d'une façon sécurisée des mots de passe dans un dossier gestion de mots de passe. 

## Effacer des données
Axcrypt permet aussi d'effacer des données de manière sûre : l'outil brouille les données puis les supprime. L'objectif de cette fonctionnalité est d'empêcher un utilisateur malveillant de récupérer les données par la suite.

## Procuration
Ce logiciel est en téléchargement libre sur internet sur le site officiel ou sur différents sites de téléchargement.